# Palazzo Brancaccio (Roma)
Palazzo Brancaccio è un edificio di Roma, costruito sul Colle Oppio e affacciato su Via Merulana; è l'ultimo palazzo nobiliare costruito a Roma.

## Storia
Il palazzo fu finanziato dall'americana Mary Elizabeth Bradhurst Field, facoltosa dama dell'alta società di New York, la cui figlia, anche lei di nome Elizabeth, andò sposa al principe Salvatore Brancaccio portandogli allora una dote di un milione di dollari, corrispondenti a circa ventidue milioni di dollari di oggi.
Mary Elizabeth aveva acquistato nel 1879 dal comune di Roma chiesa, convento, orto e giardino di Santa Maria della Purificazione ai Monti, beni incamerati dal demanio comunale in seguito alla eversione dell'asse ecclesiastico. La proprietà era situata all'estremità del Colle Oppio, sul sito delle Terme di Traiano; includeva un grande parco cresciuto sulle rovine delle Terme, tra le quali anche una torre, detta di Mecenate, da cui Svetonio sosteneva che Nerone avesse assistito al grande incendio di Roma del 64 d.C.. Il parco fu poi espropriato in gran parte nel 1935-36 per destinarlo a parco archeologico.
Il progetto fu affidato a Gaetano Koch dal 1879 al 1883, ma l'ampiezza della dimora risultò ben presto insufficiente per le famiglie Field e Brancaccio. Luca Carimini dal 1886 al 1890 fu incaricato di proseguire la costruzione su via Merulana in direzione di San Giovanni in Laterano e di accordare la nuova edificazione con il precedente palazzo. Gli architetti Rodolfo Buti e Giuseppe Sacconi intervennero per completare i lavori dal 1893 al 1922.
All'angolo inferiore dell'isolato, su un terreno di proprietà Brancaccio, fu costruito nel 1916 il Teatro Morgana (poi Teatro Brancaccio) su progetto dell'ingegnere Giuseppe Sacconi.

## Descrizione
La proprietà è oggi suddivisa tra diversi soggetti.
La maggior parte, comprendente gli esterni (ciò che rimane del parco, con laghetto, gazebo, "Coffee House" con decorazioni realizzate dal pittore romano Francesco Gai e parcheggio), e interni costituiti da atrio e varie sale, è impiegata come location per matrimoni e altri eventi mondani.
Un intero piano, l'ammezzato nobile, di circa 1700 metri quadrati, tuttora di proprietà Brancaccio, ha ospitato dal 16 giugno 1958 al 31 ottobre 2017 il Museo nazionale d'arte orientale Giuseppe Tucci, prima che esso fosse trasferito all'EUR presso il costituendo Museo delle Civiltà. Ora ospita lo Spazio Field, un nuovo polo espositivo sotto la direzione artistica dei Saloni di Palazzo Brancaccio, uno spazio che conta più di 1800 metri quadrati tra affreschi, sale adornate e alcova della famiglia reale.
L'estremità dell'isolato, in angolo con via Mecenate, ospita il Teatro Brancaccio.